# Janice Braide
Janice Santos Braide, mais conhecida como Janice Braide (Bacabal, 15 de setembro de 1943) é uma política brasileira. Filiada ao PTB, foi deputada estadual pelo estado do Maranhão.

## Carreira política
Começou a carreira política ao ser eleita deputada estadual pelo PSD em 1994, sendo reeleito em 1998 e 2002.
Serviu como primeira dama de Santa Luzia em duas oportunidades quando seu marido era prefeito da cidade. 
Depois da passagem ao PSD, Janice Braide ingressou no PTB.
Neste partido, candidatou-se a deputada estadual e alcançou a primeira suplência da coligação. Ascendeu ao mandato de deputada estadual em 2009, com a nomeação de Max Barros à secretaria de Infraestrutura. 

## Vida pessoal
É casada com o ex-prefeito de Santa Luzia, Antônio Braide. 